# ジョニー・アコスタ
ジョニー・アコスタ・サモーラ（Jhonny Acosta Zamora、1983年7月21日 - ）は、コスタリカ・アラフエラ州ケサダ出身のプロサッカー選手。コスタリカ代表。ポジションは、ディフェンダー。

## 経歴

### クラブ
2004-05シーズンにサントス・デ・グアピレスFCでプロデビュー。
2010年、LDアラフエレンセに移籍。3シーズンでリーグ優勝3回を経験した。
2013年1月、ドラドス・デ・シナロアにレンタルで加入。
2016年9月8日、CSエレディアーノに移籍。
2018年1月10日、コロンビアのリオネグロ・アギラスに移籍。
2018年7月11日、イースト・ベンガルFCに移籍。

### 代表
2011年3月、アルゼンチンとの親善試合に出場し29歳で初キャップを記録。この年はFIFAワールドカップ・予選、CONCACAFゴールドカップ、コパ・アメリカに出場した。2014 FIFAワールドカップ・予選・アメリカ合衆国戦で初ゴール。
2014年6月、2014 FIFAワールドカップ出場メンバーに登録された。グループステージでは出番はなかったが、決勝トーナメント1回戦のギリシャ戦で途中出場しワールドカップ初出場を果たした。続くオランダ戦ではスタメン出場しクリーンシート達成に貢献したが、チームはPK戦の末敗れた。
2018年5月、2018 FIFAワールドカップ出場メンバーに登録された。グループステージのブラジル戦、セルビア戦、スイス戦全てに出場した。

## 代表歴

### 出場大会
- コスタリカ代表
  - 2014 FIFAワールドカップ
  - 2018 FIFAワールドカップ

### 試合数
- 国際Aマッチ 72試合 2得点（2011年-2018年）[14]

| コスタリカ代表 | 国際Aマッチ | 国際Aマッチ |
| 年             | 出場        | 得点        |
| -------------- | ----------- | ----------- |
| 2011           | 12          | 0           |
| 2012           | 4           | 0           |
| 2013           | 8           | 1           |
| 2014           | 9           | 0           |
| 2015           | 6           | 0           |
| 2016           | 11          | 1           |
| 2017           | 15          | 0           |
| 2018           | 7           | 0           |
| 通算           | 72          | 2           |

### 得点
| #  | 開催日        | 会場         | 対戦国         | スコア | 結果 | 試合概要                    |
| -- | ------------- | ------------ | -------------- | ------ | ---- | --------------------------- |
| 1. | 2013年9月6日  | サンホセ     | アメリカ合衆国 | 1–0    | 3–1  | 2014 FIFAワールドカップ予選 |
| 2. | 2016年3月26日 | キングストン | ジャマイカ     | 1–1    | 1–1  | 2018 FIFAワールドカップ予選 |